# Tiruwork Wube
Tiruwork Wube, född okänt år, död 1868, var Etiopiens kejsarinna 1860-1868, gift med kejsar Tewodros II. 
Hennes äktenskap beskrivs som stormigt. 